# Suecia en la Copa Mundial de Fútbol de 1938
La selección de Suecia en la Copa Mundial de Fútbol de 1938, fue uno de los 15 países participantes de la Copa Mundial de Fútbol de 1938, realizada en Francia. El seleccionado sueco clasificó al torneo gracias a que obtuvo el segundo lugar del primer grupo de la eliminatoria de la UEFA, por delante de Lituania y Finlandia.

## Clasificación

### Grupo 1
| Equipo    | Pts | PJ | PG | PE | PP | GF | GC | Dif |
| --------- | --- | -- | -- | -- | -- | -- | -- | --- |
| Alemania  | 6   | 3  | 3  | 0  | 0  | 11 | 1  | 10  |
| Suecia    | 4   | 3  | 2  | 0  | 1  | 11 | 7  | 4   |
| Estonia   | 2   | 3  | 1  | 0  | 2  | 4  | 11 | -7  |
| Finlandia | 0   | 3  | 0  | 0  | 3  | 0  | 7  | -7  |

### Partidos
| Fecha                   | Lugar     |          |                     | Resultado |                      |           |
| ----------------------- | --------- | -------- | ------------------- | --------- | -------------------- | --------- |
| 16 de junio de 1937     | Estocolmo | Suecia   | Bandera de Suecia   | 4:0 (0:0) | Bandera de Finlandia | Finlandia |
| 20 de junio de 1937     | Estocolmo | Suecia   | Bandera de Suecia   | 7:2 (3:2) | Bandera de Estonia   | Estonia   |
| 21 de noviembre de 1937 | Hamburgo  | Alemania | Bandera de Alemania | 5:0 (2:0) | Bandera de Suecia    | Suecia    |

## Futbolistas
| #          | Posición       | Nombre             | Fecha de nacimiento      | P. Sel. | Club                   |
| ---------- | -------------- | ------------------ | ------------------------ | ------- | ---------------------- |
| -          | Portero        | Henock Abrahamsson | 29 de octubre de 1909    | -       | BK Gårda               |
| -          | Centrocampista | Erik Almgren       | 28 de enero de 1908      | -       | AIK                    |
| -          | Delantero      | Åke Andersson      | 22 de abril de 1917      | -       | GAIS Göteborg          |
| -          | Delantero      | Harry Andersson    | 7 de marzo de 1913       | -       | IK Sleipner Norrköping |
| -          | Portero        | Sven Bergqvist     | 20 de agosto de 1914     | -       | Hammarby IF            |
| -          | Delantero      | Curt Bergsten      | 21 de agosto de 1915     | -       | Landskrona BoIS        |
| -          | Defensa        | Ivar Eriksson      | 25 de septiembre de 1909 | -       | Sandvikens IF          |
| -          | Centrocampista | Karl-Erik Grahn    | 5 de noviembre de 1914   | -       | IF Elfsborg            |
| -          | Delantero      | Knut Hansson       | 9 de mayo de 1911        | -       | Landskrona BoIS        |
| -          | Centrocampista | Sven Jacobsson     | 17 de abril de 1914      | -       | GAIS Göteborg          |
| -          | Delantero      | Sven Jonasson      | 9 de julio de 1909       | -       | IF Elfsborg Borås      |
| -          | Defensa        | Olle Källgren      | 7 de septiembre de 1907  | -       | Sandvikens IF          |
| -          | Delantero      | Einar Karlsson     | 1 de agosto de 1909      | -       | BK Gårda               |
| -          | Delantero      | Tore Keller        | 4 de enero de 1905       | -       | IK Sleipner Norrköping |
| -          | Centrocampista | Folke Lind         | 4 de abril de 1913       | -       | GAIS Göteborg          |
| -          | Centrocampista | Arne Linderholm    | 22 de febrero de 1916    | -       | IK Sleipner Norrköping |
| -          | Defensa        | Erik Nilsson       | 6 de agosto de 1916      | -       | Malmö FF               |
| -          | Delantero      | Arne Nyberg        | 20 de junio de 1913      | -       | IFK Göteborg           |
| -          | Delantero      | Erik Persson       | 19 de noviembre de 1909  | -       | AIK                    |
| -          | Portero        | Gustav Sjöberg     | 23 de marzo de 1913      | -       | AIK                    |
| -          | Centrocampista | Kurt Svanström     | 24 de marzo de 1915      | -       | Örgryte IS             |
| -          | Delantero      | Gustav Wetterström | 15 de octubre de 1911    | -       | IK Sleipner Norrköping |
| Entrenador | József Nagy    | József Nagy        |                          |         |                        |

## Participación

### Cuartos de final
| 12 de junio de 1938, 17:00 | Suecia                                                                       | 8:0 (4:0) | Cuba | Fort Carreé, Antibes                                      |                                                           |
|                            | Andersson 9', 81', 89' · Wetterström 22', 37', 44' · Keller 80' · Nyberg 84' | Reporte   |      | Asistencia: 7.000 espectadores Árbitro(s): Augustin Krist | Asistencia: 7.000 espectadores Árbitro(s): Augustin Krist |

### Semifinal
| 16 de junio de 1938, 18:00 | Hungría                                                              | 5:1 (3:1) | Suecia    | Parc des Princes, París                                     |                                                             |
|                            | Jacobsson 19' (a.g.) · Titkos 37' · Zsengellér 39', 85' · Sárosi 65' | Reporte   | Nyberg 1' | Asistencia: 20.000 espectadores Árbitro(s): Lucien Leclercq | Asistencia: 20.000 espectadores Árbitro(s): Lucien Leclercq |

### Tercer y cuarto puesto
| 19 de junio de 1938, 17:00 | Brasil                                      | 4:2 (1:2) | Suecia                    | Parc Lescure, Burdeos                                     |                                                           |
|                            | Romeu 44' · Leônidas 63', 74' · Perácio 80' | Reporte   | Jonasson 28' · Nyberg 38' | Asistencia: 12.000 espectadores Árbitro(s): Jean Langenus | Asistencia: 12.000 espectadores Árbitro(s): Jean Langenus |